# Kanton Toucy
Kanton Toucy is een voormalig kanton van het Franse departement Yonne. Het kanton maakte deel uit van het arrondissement Auxerre. Het werd opgeheven als gevolg van de administratieve herindeling beslist in 2013 en van kracht sinds 22 maart 2015 waarbij de gemeenten werden opgenomen in op die dag gevormde kantons. 12 gemeenten werden opgenomen in het kanton Cœur de Puisaye, Levis in het kanton Vincelles en Lindry in het kanton Auxerre-1.

## Gemeenten
Het kanton Toucy omvatte de volgende gemeenten:
- Beauvoir
- Diges
- Dracy
- Égleny
- Fontaines
- Lalande
- Leugny
- Levis
- Lindry
- Moulins-sur-Ouanne
- Parly
- Pourrain
- Toucy (hoofdplaats)
- Villiers-Saint-Benoît